# 许进林

许进林，男，籍貫廣東省河源市丶中國大陸政治丶軍事人物丶中共黨員

## 生平
中國人民解放軍少將軍銜，曾任中國人民解放軍广州军区政治部副主任丶解放军驻澳门部队政委丶廣州军區善後辦公室副政委等職務  